# Mason Whipps
Mason Ngirchechebangel Whipps ist ein Politiker im pazifischen Inselstaat Palau. Whipps wurde 2020 in den Senate of Palau gewählt.

## Leben
Whipps erwarb einen Bachelor in Betriebswirtschaftslehre (business administration and economics) am Walla Walla College in Walla Walla, Washington, Vereinigte Staaten. Er diente als Sprecher der Airai State Legislature. Außerdem war er Mitglied der Palau Financial Institutions Commission (2002–2008). Er ist 'Executive Vice President' des Familienunternehmens Ksau’s Motors Automotive Dealership, einer Tochterfirma von Surangel and Sons Company seines Vaters Surangel Whipps.

## Familie
Bereits sein Vater Surangel S. Whipps war Politiker und sein Bruder Surangel Whipps Jr. ist Präsident von Palau.